# Gujana na Letnich Igrzyskach Olimpijskich Młodzieży 2010
Gujanę na Letnich Igrzyskach Olimpijskich Młodzieży w Singapurze w 2010 reprezentować będzie 4 sportowców w 3 dyscyplinach.

## Skład kadry

### Lekkoatletyka
- Ageday Chavez
- Straker Jevina

### Pływanie
- Lowe Henk

### Tenis stołowy
- Rosheuvel Adielle